# Kloster der Heiligen Elisabeth (Minsk)

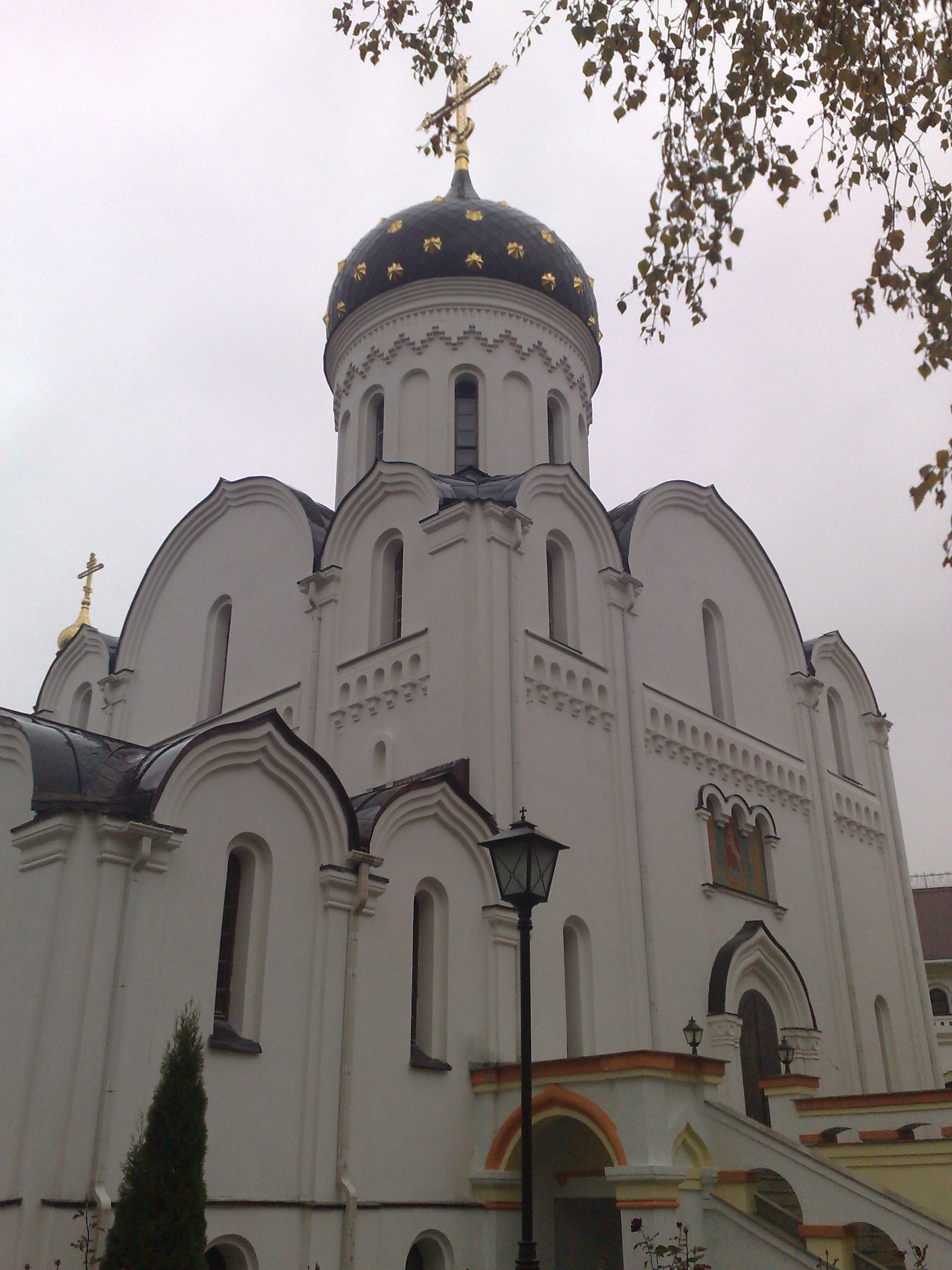
Klosterkirche

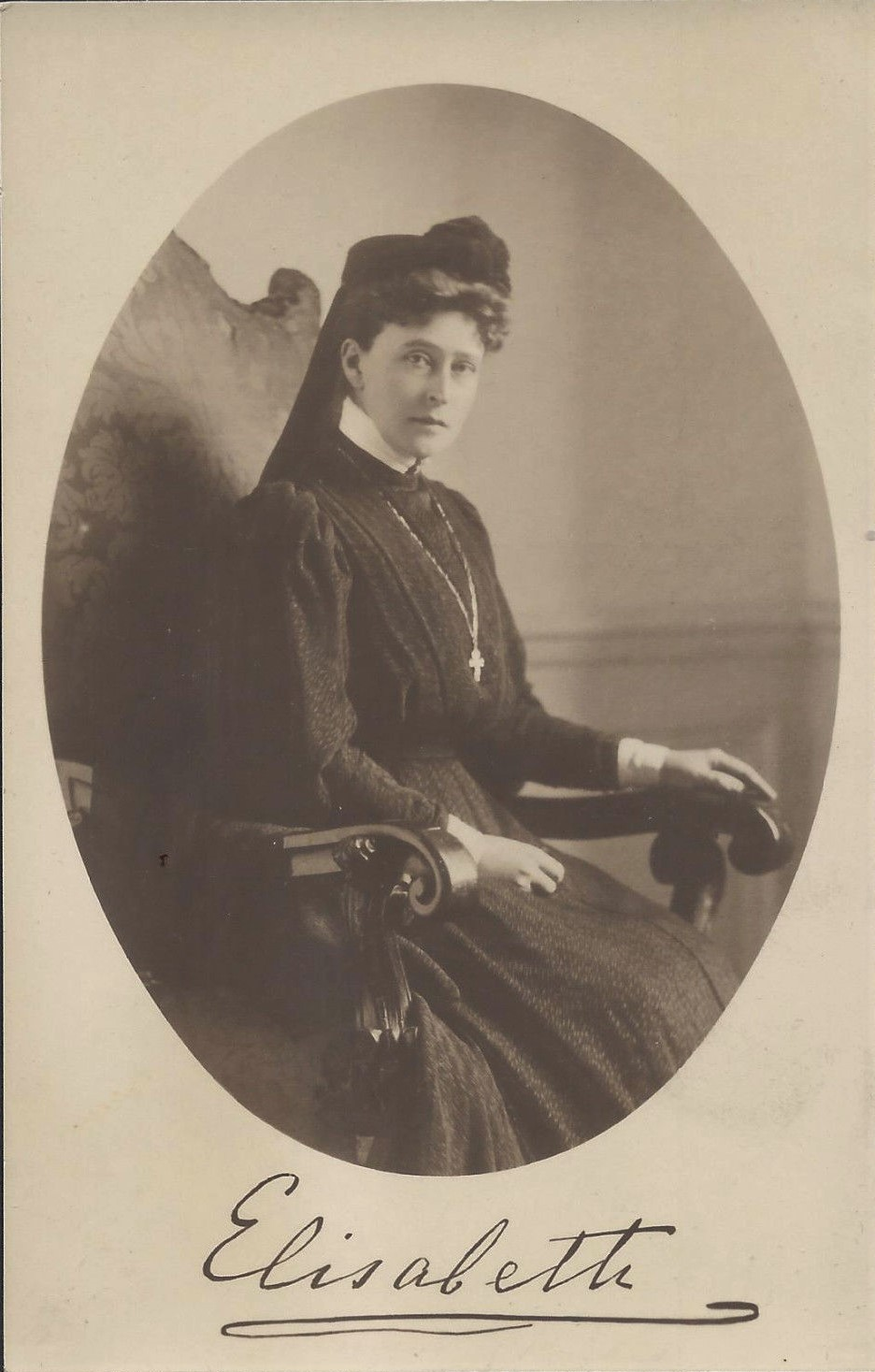
Großfürstin Elisabeth

Das Kloster der Heiligen Elisabeth in Minsk (belarussisch Свято-Елисаветинский монастырь Swjato-Elisabetinskij monastyr) ist ein orthodoxes Frauenkloster, das der Jurisdiktion des Eparchie Minsk und Sluzk der Belarussisch-Orthodoxen Kirche untersteht. Es ist nach Elisabeth von Hessen-Darmstadt (1864–1918), nach ihrer Heirat Großfürstin Jelisaweta Fjodorowna, benannt. Sie wird in der orthodoxen Kirche als Heilige und Märtyrerin verehrt.
Die Schwesternschaft besteht bereits seit 1994. Sie entwickelte sich aus einer Initiative von Kirchengemeindegliedern der Peter-und-Pauls-Kathedrale, die sich nach deren Wiedereröffnung an den Renovierungsarbeiten beteiligten. Die Schwestern wandten sich danach auch diakonischen Aufgaben zu. Sie arbeiteten in Krankenhäusern und Kinderheimen.

## Geschichte
Im Jahr 1999 gründete Metropolit Filaret von Minsk und Sluzk das Elisabethkloster. Es steht seitdem unter der spirituellen Leitung des Erzpriesters Andrej Lemeschonok. Das im Jahr 1908 von Großfürstin Elisabeth für Frauen gegründete Martha-Maria-Kloster in Moskau und das 1959 von Archimandrit Sophroni Sacharow gegründete, stauropegiale Kloster des Heiligen Johannes in Tolleshunt Knights (Maldon, Essex, Großbritannien), haben Vorbildcharakter für das innere und äußere Leben des Elisabethklosters in Minsk.
Das Kloster befindet sich auf dem Gelände einer ehemaligen Nervenheilanstalt. Die Schwestern haben ein umfangreiches Sozialwerk aufgebaut, das psychisch Kranke, geistig und körperlich behinderte Waisenkinder und alkoholabhängige Obdachlose betreut. Um die Mittel für ihre diakonische Arbeit zu erwirtschaften, stellen die Schwestern Devotionalien und Klosterprodukte her. Ein Förderverein wurde 2017 in Berlin gegründet.
Während der COVID-19-Pandemie wurde 2020 der Ostergottesdienst mit mehr als tausend Gläubigen gefeiert, von hundertdreißig Nonnen sollen hundert an COVID-19 erkrankt sein. Während des Russischen Überfalls auf die Ukraine seit 2022 sammelte das Kloster unter Koordination der Nonne Alexandra (bürgerlicher Name: Liudmila Liakhova) Spenden für die russische Armee. Bis September 2023 erwarb das Kloster neun Autos für die russische Armee. Zudem wurden Drohnen an die russischen Truppen geliefert.
Das Kloster wurde außerdem wegen seiner Beteiligung an einer homophoben Kampagne, der Unterstützung von Aljaksandr Lukaschenka und politisch motivierten Entlassungen im Jahr 2020 sowie wegen seines Umgangs mit seinen Finanzen kritisiert.